# フィリモニ・ワンカイナベテ
フィリモニ・ワンカイナベテ（Filimoni Waqainabete、1996年8月30日 - ）は、フィジー・スバ出身のラグビーユニオン選手。

## プロフィール
- ポジションはウィング(WTB)、センター(CTB)。
- 身長 188cm、体重 105kg
- ニックネームはフィリ。

## 来歴
バーンサイド高校、カンタベリー大学、カンタベリーを経て、2020年、パナソニック ワイルドナイツに加入。
2020年1月12日にジャパンラグビートップリーグ第1節クボタスピアーズ戦に途中出場で日本での公式戦初出場を果たす。同年9月、清水建設ブルーシャークスに加入。
2021年、清水建設ブルーシャークスを退団した。